# ツーファイブ
株式会社ツーファイブは、東京都渋谷区に本社を置く日本の企業。株式会社CRI・ミドルウェアの完全子会社。

## 概要
溝口功が岩垂徳行を誘い、加えて大熊謙一との3名により、1991年12月5日に有限会社ツーファイブとして設立。ゲームミュージックなどの音響制作を主要事業としており、2008年度の実績はゲーム作品のみで56タイトル。また、独自のレーベルとして「ツーファイブレコード（TWOFIVE RECORD）」を持ち、声優を預かりとして所属しているが、多くは後にぷろだくしょんバオバブなどの声優事務所に移籍している。
2019年11月1日CRI・ミドルウェアの子会社となった。同日、溝口功が代表取締役を退き押見正雄が代表取締役に就任。株式会社ツーファイブとなる。
2021年10月1日押見正雄が代表取締役を退き及川直昭が代表取締役に就任。

## 作品

### ゲームミュージック
- BITTERSWEET FOOLS
- Wind -a breath of heart-
- キミキス
- グランディアシリーズ
- KOIGIG
- 超兄貴シリーズ
- パカパカパッション
- 遥かに仰ぎ、麗しの
- Piaキャロットへようこそ!!シリーズ
- メルティランサーシリーズ
- Yo-Jin-Bo〜運命のフロイデ〜
- 恋神 -ラブカミ-
- 緋色の欠片シリーズ
- プティフール
- 真かまいたちの夜 11人目の訪問者
- SIMPLE2000シリーズ Vol.38 漢のためのバイブル THE 友情アドベンチャー‐炎多留・魂‐

### サウンドトラック
- アマガミ
- SIMPLE2000シリーズ Vol.38 漢のためのバイブル THE 友情アドベンチャー‐炎多留・魂‐

### ドラマCD
- 暴れん坊プリンセス
- オジサマ専科シリーズ

## ツーファイブレコード所属アーティスト
- まこまっこう（成瀬誠とドン・マッコウ）
- 川西ゆうこ

### 以前所属したアーティスト
- 原田ひとみ
- 森訓久
- 吉川由弥
- 門脇舞以
- 神鳴
- Gero